# Modesto Higueras
Modesto Higueras Cátedra (Santisteban del Puerto, 10 de febrero de 1910 - Madrid, 10 de noviembre de 1985) fue un actor y director teatral español.

## Biografía
Hijo de Juana Cátedra Segura y Jacinto Higueras, instalados en Madrid aunque procedentes de Santisteban del Puerto donde nacieron sus hijos Modesto, Luis y Jacinto. Era hermano de Jacinto Higueras Cátedra.
Estudió bachillerato en el colegio del Pilar, tres años en medicina y una licenciatura en Derecho por la Universidad de Madrid.
En 1929 representa a Muñoz Seca en la obra El roble de la Sarosa. Estando en la universidad se entera de que Federico García Lorca está realizando pruebas entre los estudiantes para formar una compañía que divulgase el teatro español por toda la geografía española. Su hermano Jacinto y él se presentan a la convocatoria. El tribunal estaba formado por los catedráticos Pedro Salinas, Américo Castro, el joven escritor Eduardo Ugarte y el mismo Lorca que era en definitiva el que realizaba las pruebas. Los ejercicios consistían en lecturas en prosa y verso y en declamación. Los hermanos Modesto y Jacinto Higueras son elegidos pasando a formar parte del grupo La Barraca, nombre que, como explica Modesto, se debió a que Federico García Lorca quería instalar por la zona de Cuatro Caminos una barraca-teatro para representaciones populares.
Desgraciadamente,  puso fin a esta andadura que había comenzado con tanto éxito e ilusión, acabando también con la vida de su fundador, aunque no con su manera de concebir y hacer teatro, ya que su discípulo Modesto Higueras, recogió la batuta del genial maestro.
Tras el paréntesis de la guerra civil española (1936-1939), Modesto prosiguió su actividad teatral como director de escena en el ámbito del franquismo. En 1941, José Miguel Guitarte le encarga la creación de un teatro universitario, el T.E.U. (Teatro Español Universitario), del que saldrán actores como José Luis López Vázquez o Valeriano Andrés entre otros. Con ellos, y sin olvidarse de los clásicos: Lope de Rueda, Cervantes, Tirso de Molina, Calderón de la Barca, Lope de Vega, ponen en escena a autores como Thornton Wilder, E. Fulchignoni (El ayunador), Ferguson (Atardecer), Synge (Jinete hacia el mar),  además de a los españoles como Mihura, Vizcaíno Casas, García Nieto o Gonzalo Torrente Ballester. En el año 1948 se casa con Enriqueta de Vallejo Álvarez, con la que tendría cinco hijos: María de la Soledad, Esther, Juan Jacinto, Luis Enrique y Alejandro.
En el año 1951 viaja a la República Dominicana con el fin de organizar su teatro Nacional, estrenando en mayo de 1952 los Entremeses, de Cervantes.
A finales de 1952 es llamado para ocupar el puesto de Director del Teatro Español, cargo que ocupó durante dos temporadas, poniendo en escena Murió hace quince años (de Jiménez Arnau, Premio Lope de Vega), con un joven Adolfo Marsillach en el elenco. En el año 1956 es nombrado Director-Fundador del Teatro Nacional de Cámara y Ensayo. Entre 1960 y 1972 Modesto Higueras alterna la Dirección teatral con:
- La Cátedra de Teoría y Práctica de Interpretación en la Escuela Oficial de Cine (1960-1964)
- Dirige el Aula de Teatro del Ateneo de Madrid (1961-1972), donde desarrolla una intensa actividad, dando a conocer autores noveles así como actores y actrices que posteriormente llenaron la escena española (Carmen Maura, entre otros).
- El Aula de teatro del Servicio de Educación y Cultura (1963-1968), donde imparte cuatro cursos de lecturas escenificadas haciendo indistintamente de director e intérprete.
- Colabora con Alfonso Paso (1971-1975) en el denominado Teatro de Bolsillo que tenía su sede en el Teatro Club.
- Compatibiliza todas estas actividades con la Dirección del Cuadro Artístico de Radio Nacional y con el montaje de diversas obras para Estudios 1 de Televisión Española.

Falleció en Madrid el 10 de noviembre de 1985.

## Reconocimientos
En el año 1973 se le concede el Premio Nacional de Radio y Televisión, más conocido como los Ondas.
En el año 1972 se le otorga el Premio Nacional de Teatro por su dilatada y ejemplar actividad artística.
A lo largo de su vida profesional recibió otros muchos premios y condecoraciones, entre los que cabe destacar el nombramiento como Caballero de la Orden de Cisneros y el Víctor de Plata.
Modesto Higueras era conocido como "maestro" por sus amigos y discípulos entre los que se encontraban José Luis López Vázquez, Nati Mistral, Concha Velasco, José Marí Rodero, Jesús Puente, Francisco Valladares, Juanjo Menéndez, Arturo Fernández ...
En 2001, el Ayuntamiento de Santisteban del Puerto, a través de la Fundación ILUGO instituyeron el Certamen de Teatro Modesto Higueras.
En 2006, Manuel Gómez García publicó su biografía, Un Hombre de Teatro, MODESTO HIGUERAS, El Maestro y la Asamblea.